# Pekka Niemi (sciatore)
Juho Pekka Niemi (o Yliniemi; Keminmaa, 15 novembre 1909 – Kittilä, 21 dicembre 1993) è stato un fondista finlandese.

## Biografia
Guardia forestale originaria di Alapaakkola di Keminmaa, ottenne i primi risultati significativi in carriera nel 1935, quando vinse quella che sarebbe rimasta la sua unica medaglia ai Campionati finlandesi (argento nella 50 km) e la 50 km di Boden.
Ai IV Giochi olimpici invernali di Garmisch-Partenkirchen 1936 vinse il bronzo nella 18 km con il tempo di 1:16:59,0, battuto da Erik Larsson e Oddbjørn Hagen, e fu ottavo nella 50 km, ma non fu selezionato per la squadra di staffetta poi vincitrice. L'anno successivo, ai Mondiali di Chamonix, Niemi raggiunse l'apice della carriera vincendo una medaglia in ognuna delle gare di fondo previste: oro nella 50 km con il tempo di 3:36:58, staccando di sette minuti il secondo classificato Annar Ryen; argento nella staffetta con Klaes Karppinen, Jussi Kurikkala e Kalle Jalkanen con il tempo totale di 3:07:04, battuto dalla nazionale della Norvegia che marcò 3:06:07; e bronzo nella 18 km, dietro a Lars Bergendahl e Kalle Jalkanen.
Sempre nel 1937 ottenne la sua prima vittoria nella 50 km di Ounasvaara, successo che avrebbe replicato nel 1939 e nel 1941. Nel 1938 vinse la 50 km di Holmenkollen e partecipò ai Mondiali di Lahti: fu quarto nella 50 km e decimo nella 18 km, mentre non fece parte della staffetta che si aggiudicò l'oro.
L'ultima rassegna iridata cui partecipò fu Zakopane 1939, chiudendo quinto la 50 km e sesto la 18 km; anche in quest'occasione non fece parte della staffetta medaglia d'oro. Nello stesso anno fu secondo nella 50 km di Lahti.

## Palmarès

### Olimpiadi
- 1 medaglia, valida anche ai fini iridati:
  - 1 bronzo (18 km a Garmisch-Partenkirchen 1936)

### Mondiali
- 3 medaglie, oltre a quella conquistata in sede olimpica e valida anche ai fini iridati:
  - 1 oro (50 km a Chamonix 1937)
  - 1 argento (staffetta a Chamonix 1937)
  - 1 bronzo (18 km a Chamonix 1937)

### Campionati finlandesi
- 1 medaglia:
  - 1 argento (50 km nel 1935)